# Мріючи про Вавилон. Детективний роман
«Мріючи про Вавилон. Детективний роман» (англ. Dreaming of Babylon: A Private Eye Novel 1942) — восьмий роман Річарда Бротіґана, опублікований 1977 року. За жанром твір є чорною комедією, а події розгортаються в Сан-Франциско 1942 року. Центральний персонаж К. Кард зовсім не Сем Спейд, однак він виконує певну детективну роботу в той час, коли не мріє про Вавилон.